# Frances Morris
Frances Morris (Londres, 1958) es una historiadora de arte británica. En enero de 2016 fue nombrada directora del Tate Modern el Museo Nacional Británico de Arte Moderno, convirtiéndose en la primera mujer en dirigir una galería de arte británica.

## Biografía
Frances Morris nació en el sureste de Londres en 1958 o 1959. Estudió historia de arte en la Universidad de Cambridge y se graduó en el Courtauld Instituto de Arte.
Después de trabajar en la galería Arnolfini de Bristol se incorporó a la Tate Galería como curadora en 1987, convirtiéndose en la responsable de exhibiciones en el Museo Nacional Británico de Arte Moderno en su apertura en 2000 y en directora del fondo de arte internacional en 2006.  Su nombramiento como directora fue anunciado en enero de 2016 sucediendo a Chris Dercon. Es la primera mujer que dirige una galería de arte británica. En su proyecto ha puesto el acento especial en mujeres artistas.

## Vida personal
Está casada y tiene tres hijos.